# Glessit

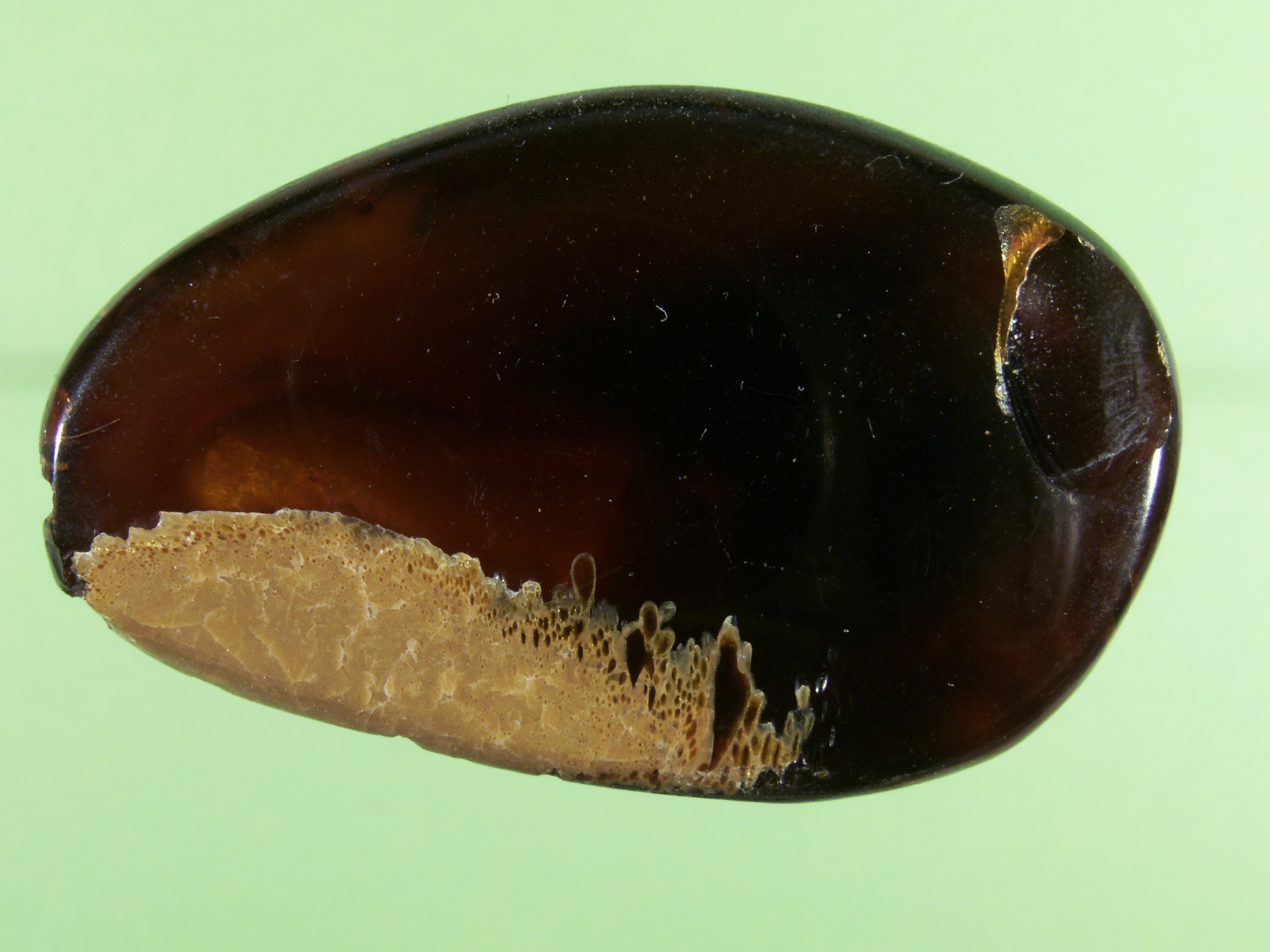
Glessit Varietäten Klar und Opak angeschliffen; Größe 50 mm; Sammlung: Naturkundliches Museum Mauritianum Altenburg.

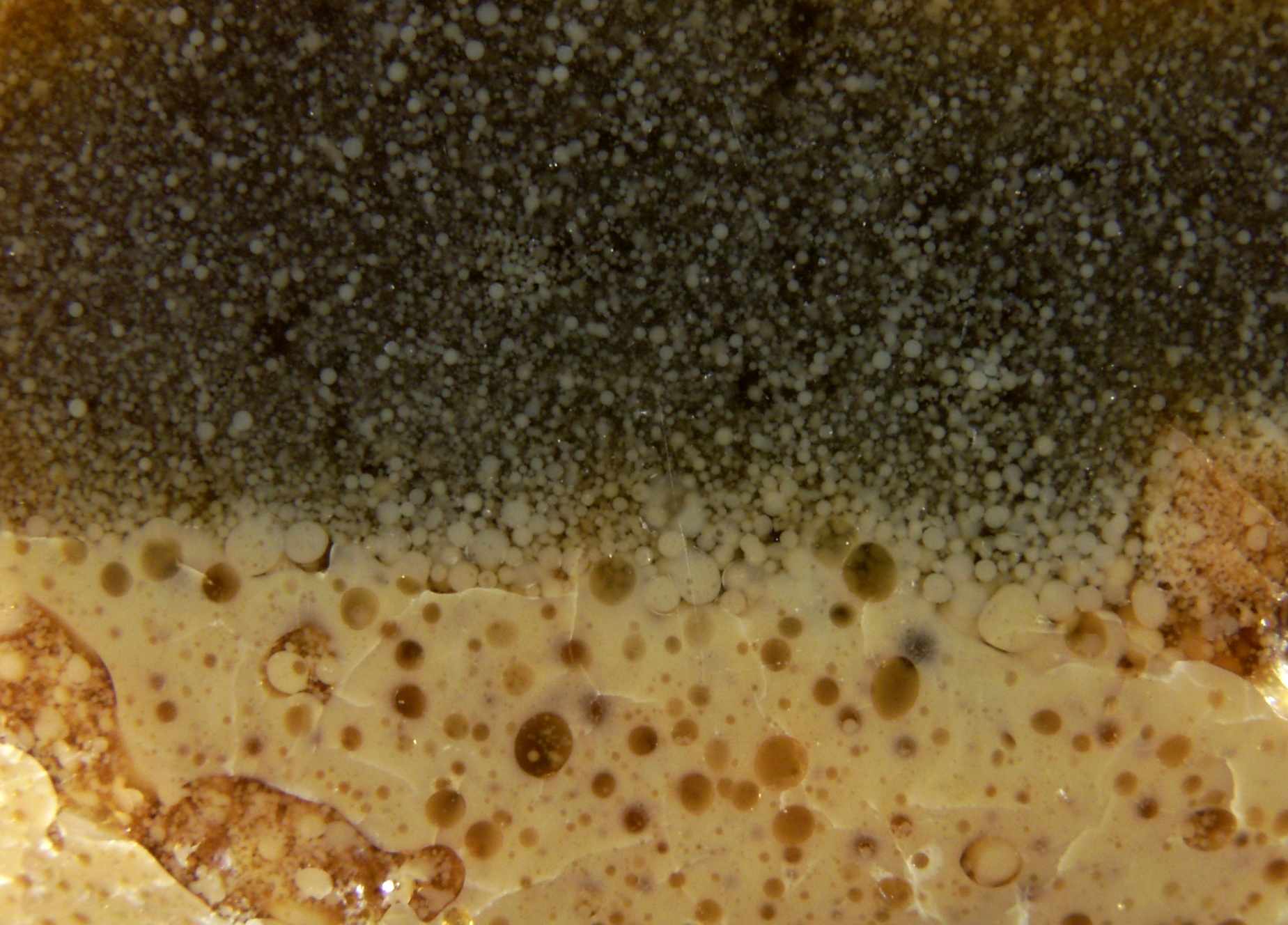
Glessit Varietäten Klar und Opak angeschliffen Ausschnittsvergrößerung; Größe (Bildbreite): 10 mm; Sammlung: Naturkundliches Museum Mauritianum Altenburg.

Glessit ist eine Bernsteinart, die 1881 von Otto Helm beschrieben wurde. Glessit wurde als akzessorischer Bestandteil im Baltischen Bernstein (Succinit) gefunden, sowohl im bergbaulich gewonnenen als auch an den Ostseeküsten angespülten. Der Name wurde von Otto Helm „abgeleitet von dem Worte glessum (alias glaesum), wie nach Tacitus die Aestyer (Ästier) den Bernstein nannten“. Ihm lagen nur 20 Fundstücke für die Beschreibung vor. Seitdem sind keine Neufunde aus dem Samland dazugekommen, in jüngeren Veröffentlichungen wurden vorwiegend nur die Angaben von Helm zitiert. Neue Funde wurden erst ab dem Jahre 1986 vom Bitterfelder Bernsteinvorkommen beschrieben und weitere Fundorte sind nur aus der Lausitz bekannt geworden.
Von Otto Helm wurde der Glessit als „eigenthümliches feuersteinfarbiges Harz“ gekennzeichnet, die Farbe der ihm vorliegenden Stücke schwankte zwischen rotbraun und durchscheinend und braun bis schwarzbraun und undurchsichtig. Vom Succinit unterscheidet er sich markant durch seine Struktur aus kugeligen zellenartigen Gebilden, bei 100facher Vergrößerung sind darin kleinere runde Zellenkörper zu erkennen. Der Glessit ist etwas weicher als der Succinit, seine Mohs’sche Härte beträgt 2,0. Gegen organische Lösungsmittel verhält er sich ähnlich wie der Succinit, er enthält aber keine Bernsteinsäure. Bereits Otto Helm vermutete, dass es sich um ein fossiles „Gummiharz“ handelt und als Erzeugerpflanze z. B. die Myrrhe (Familie der Balsambaumgewächse/Burseraceae) in Frage käme.
Aus dem Bitterfelder Bernsteinvorkommen stammen mehr als 250 Stücke, die Variabilität der Erscheinungsform ist wesentlich größer als bei der Otto Helm vorliegenden Kollektion. Einige Neubeschreibungen in den 1990er Jahren konzentrierten sich aber vorwiegend auf farbliche Unterschiede und weniger auf die Struktur. So wurden z. B. Farb-„Varianten“ ausgegliedert, aber die markanten Strukturunterschiede zur Bernsteinart Bitterfeldit nicht beachtet.
Nach der Neubearbeitung ist der Glessit sehr spröd und weich, mäßig gut polierbar, elektrostatisch aktiv und ein charakteristisches Merkmal ist der schwache aromatische Eigengeruch. Wie beim Succinit hat die Herkunftspflanze zwei Harzformen erzeugt, diese waren aber nicht vollständig mischbar. Bei der bräunlichschwarzen bis braunroten Varietät Klar ist die Grundmasse feinkörnig-kugelig (Korngröße < 0,01 mm) mit sehr unscharfer Begrenzung. Die seltenere gelblichgraubraune und weichere Varietät Opak grenzt häufig mit einer Vermischungszone an die Varietät Klar an oder ist als Einsprenglinge im klaren Harz eingeschlossen. Bei der Varietät Opak sind häufig sphäroidische Einschlüsse des klaren Harzes zu beobachten. Am häufigsten ist eine Mischungsform beider Varianten, graue Stücke mit einem hohen Anteil von opaken Einsprenglingen im klaren Harz. Die Größe der Einsprenglinge schwankt, nicht selten im gleichen Stück, sehr stark von 0,05 bis 15 mm. Die Einsprenglinge sind kugelförmig, in Stücken mit Fließtextur lang gestreckt bis schlauchförmig. Größere opake Einsprenglinge enthalten sehr kleine kugelförmige Einlagerungen aus klarem Harz und umgekehrt größere klare Einsprenglinge opake Tröpfchen. Die Verwitterungsrinde bei der Varietät Klar ist heller als der Kern, meist nur dünn und fest haftend. Bei der Mischungsform bildet sich im Anfangsstadium der Verwitterung eine dünne und fest haftende tiefdunkelbraune Rinde. Bei stärkerer Verwitterung ist das Harz der Einsprenglinge zu einer schwarzen bröckeligen Masse zersetzt.
Gaschromatographische und massenspektrometrische Untersuchungen stützen die Vermutung von Otto Helm, dass die Herkunftspflanze zur Familie der Balsambaumgewächse (Burseraceae) gehören könnte. Nach anderen Autoren könnte sie aber zur Familie der Birkengewächse (Betulaceae) gehören.
Unsicher ist gleichfalls, ob das als Scheibeit bezeichnete fossile Harz, das im Jahre 1906 im Tagebau Golpa bei Bitterfeld gefunden wurde, Glessit ist.
Auf der Insel Borneo gefundene fossile Harze weisen nach den Ergebnissen infrarotspektroskopischer Untersuchungen ein hohes Maß an Übereinstimmung mit Glessit auf.